# Sylvie Testudová
Sylvie Testud (* 17. ledna 1971, Lyon, Francie) je francouzská herečka. Její filmová kariéra začala v roce 1991. Dvakrát získala cenu César.

## Život a kariéra
Vyrůstala v La Croix-Rousse, v Lyonu, kde bydlí mnoho portugalských, španělských a italských přistěhovalců - její matka je Italka, která se provdala za Francouze. Ten ale opustil rodinu, když byli Sylvii pouhé dva roky.
V roce 1985 viděla Charlotte Gainsbourgovou v roli mladé dívky v L'Effrontée, filmu Clauda Millera a díky ní se přihlásila do dramatické třídy. V roce 1989 se přestěhovala do Paříže a strávila tu tři roky na Konzervatoři (CNSAD).
Na počátku 90. let si dostala její první menší role ve filmech L'Histoire du Garcon qui voulait qu'on l'embrasse v režii Philippa Harela a Love etc režisérky Marion Vernoux. V roce 1997 slavila velký úspěch v Německu s filmem Za hranicí ticha, díky němu se naučila mluvit německy, německý znakový jazyk a hrát na klarinet. Roku 1998 hrála ve francouzském filmu Karnaval roli Béy. Od dva roky později hrála ve filmu La Captive.
V roce 2003 vydala autobiografickou knihu Il N'y pas beaucoup d'Etoiles Ce Soir, kde popisuje historky z jejího každodenního života jako herečka. Obal knihy navrhla její sestra Ghislaine.
15. února 2005 se jí narodil syn Ruben a v lednu roku 2011 dcera Ester.

## Filmografie
- Mumu (2010)
- Avant l'aube (2010)
- The Round Up (2010)
- Louise Michel (2010)
- Gamines (2009)
- Lucky Luke (2009)
- Je ne dis pas non (2009)
- Lurdy (2009)
- Vengeance (2009)
- Le Bonheur de Pierre (2009)
- L'Idiot (2008)
- Sagan (2008)
- Ce que mes yeux ont vu (2007)
- Mange, ceci est mon corps (2007)
- La France (2007)
- Edith Piaf (2007)
- L'Héritage (2006)
- La Vie est à nous! (2005)
- Les Mots bleus (2005)
- Victoire (2004)
- Cause toujours! (2004)
- Tout pour l'oseille (2004)
- Demain on déménage (2004)
- Dédales (2003)
- Filles uniques (2003)
- Fear and Trembling (2003)
- Vivre me tue (2002)
- Aime ton père (2002)
- Tangos volés (2002)
- Les Femmes... ou les enfants d'abord (2002)
- Un moment de bonheur (2002)
- Jedermanns Fest (2002)
- Der Gläserne Blick (2002)
- Je rentre à la maison (2001)
- The Château (2001)
- Ce qui compte pour Mathilde (2001)
- Julie's Geist (2001)
- La Chambre obscure (2000)
- Les Blessures assassines (2000)
- Sade (2000)
- Faux contact (2000)
- La Captive (2000)
- Scénarios sur la drogue (2000)
- Lucie (2000)
- Pünktchen und Anton (1999)
- Karnaval (1999)
- Marée haute (1999)
- Les Pierres qui tombent du ciel (1999)
- The Misadventures of Margaret (1998)
- In Heaven (1998)
- Sentimental Education (1998)
- Flammen im Paradies (1997)
- Za hranicí ticha (1996)
- Love, etc. (1996)
- Le Plus bel âge... (1995)
- Éternelles (1995)
- Délit mineur (1995)
- Maries Lied: Ich war, ich weiß nicht wo (1994)
- L'Histoire du garçon qui voulait qu'on l'embrasse (1994)
- Couples et amants (1993)
- De montagne (1991)
- La Violoniste (1991)